# Копитув (Мазовецьке воєводство)
Копитув (пол. Kopytów) — село в Польщі, у гміні Блоне Варшавського-Західного повіту Мазовецького воєводства.
Населення — 148 осіб (2011).
У 1975-1998 роках село належало до Варшавського воєводства.

## Демографія
Демографічна структура станом на 31 березня 2011 року:
|          | Загалом | Допрацездатний вік | Працездатний вік | Постпрацездатний вік |
| -------- | ------- | ------------------ | ---------------- | -------------------- |
| Чоловіки | 77      | 15                 | 50               | 12                   |
| Жінки    | 71      | 7                  | 40               | 24                   |
| Разом    | 148     | 22                 | 90               | 36                   |